# Karen Breece

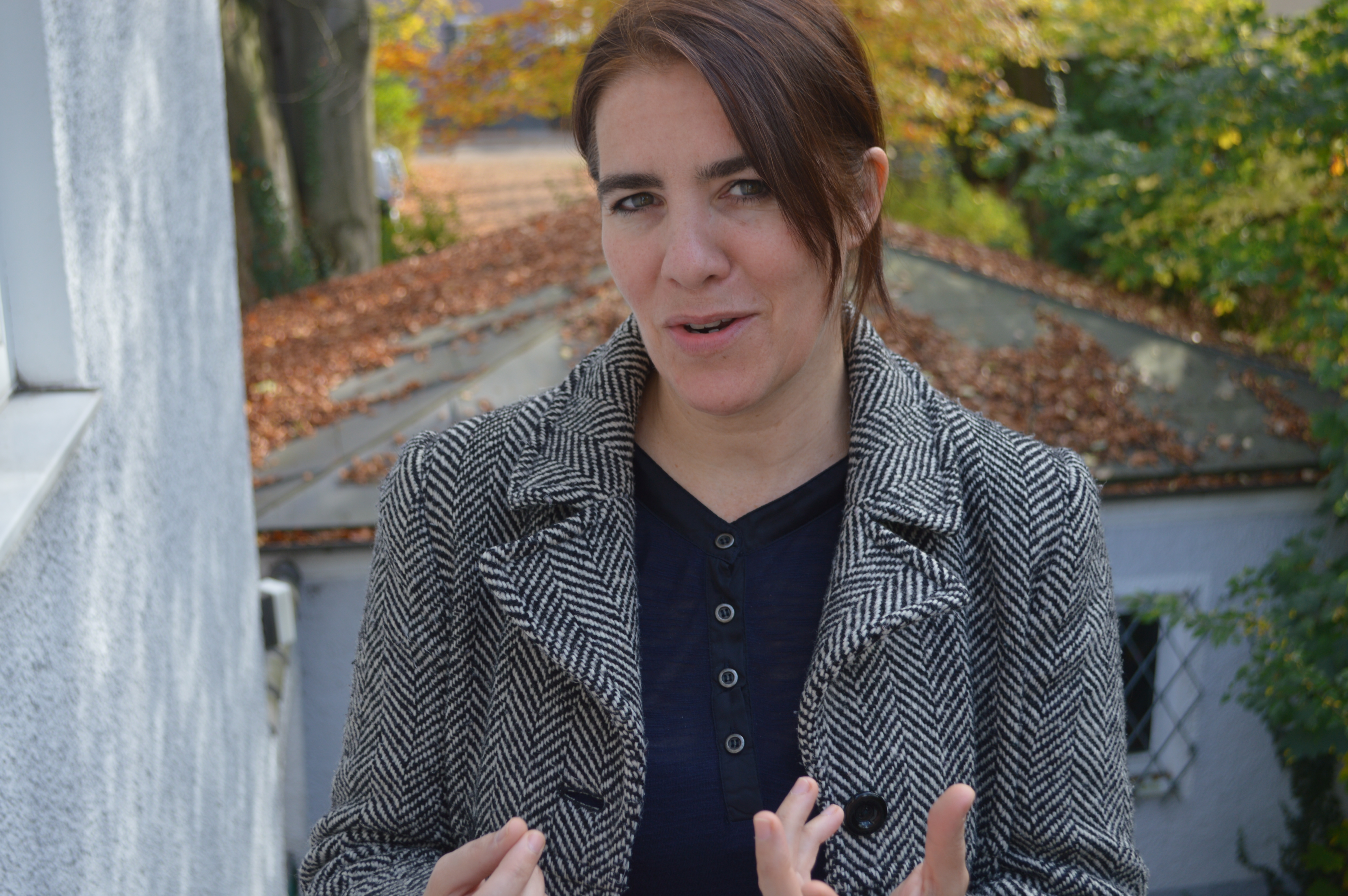
Karen Breece, 2013

Karen Breece ist eine US-amerikanische Theaterregisseurin, die in Deutschland lebt und arbeitet. 
Sie entwickelt Theaterprojekte aus dem Bereich des politisch-dokumentarischen Theaters. Die Besonderheit ihrer Arbeiten liegt zum einen in den eigenständigen dokumentarischen und journalistischen Recherchen, die zur Textgrundlage der von ihr selbst verfassten Stücke werden. Zum anderen zeichnet sich Karen Breece durch die Einbindung von Alltagsexperten in ihre Inszenierungen sowie den sensiblen Umgang mit authentischen Orten der Zeitgeschichte und der Gegenwart abseits geschlossener Theaterräume aus.

## Beruflicher Werdegang
Von 1997 bis 2001 studierte Karen Breece Darstellende Kunst bei David Esrig an der Athanor Akademie. Seit 2006 arbeitet sie als freie Regisseurin. Sie inszenierte bislang u. a. für das Berliner Ensemble, das Volkstheater Wien und das Theater Münster, realisierte Theaterprojekte in Koproduktion mit den Münchner Kammerspielen und dem Münchner Volkstheater und war mit Inszenierungen zu Gast u. a. an der Schaubühne am Lehniner Platz in Berlin. Sie schreibt und inszeniert Stücke, die sie auf der Basis investigativer Recherchearbeit und persönlicher Gespräche entwickelt. Sie lebt und arbeitet in Deutschland.

## Arbeitsweise
Zunächst legte Karen Breece ihren Schwerpunkt auf die Auseinandersetzung mit der deutschen NS-Geschichte und deren Aufarbeitung. Mittlerweile beschäftigt sie sich darüber hinaus verstärkt mit der politischen und sozialen Gegenwart und mit „Diskurse[n] und Fragestellungen der Interkulturalität und Identität, vor allem vor dem Hintergrund eines im Wandel befindlichen Europa“.
Karen Breece ist „bekannt für ihre ungewöhnlichen szenisch-dokumentarischen Recherchen“. Diese dienen nicht der Begründung vorgefertigter politischer Denkmuster, sondern bleiben in den daraus erarbeiteten Theatertexten erhalten, um die Ambivalenz und Widersprüchlichkeit menschlichen Handelns und Denkens zu zeigen.
Die Texte zu ihren Stücken entstehen auf der Grundlage von Interviews und Gesprächen, die Breece mit ihrem Ensemble und mit Alltagsexperten aus dem jeweiligen Themenbereich führt. Für Welcome to Paradise waren es Asylbeamte und Geflüchtete, für Dachau //Prozesse Zeitzeugen und Nachfahren von SS-Angehörigen, für Don't forget to die alte Menschen, Krankenpfleger, Sterbebegleiter und Bestatter, für Auf der Straße obdach- und wohnungslose Menschen, Politiker und Aktive aus der Obdachlosenfürsorge.
Die Aufführungsorte ihrer Stücke spielen für Karen Breece eine große Rolle, und es sind nicht immer nur Theaterräume: „Sie will raus, hin zu den Leuten.“ Sie zeichnet sich durch den sensiblen Umgang „mit authentischen Orten der Zeitgeschichte abseits geschlossener Theaterräume“ aus. Sie entwickelte in wenigen Jahren mehrere partizipative Site-specific-Projekte. In der Begründung für die Verleihung des Kron-Maus-Kulturpreises (2023 zurückgegeben aufgrund der bekannt gewordenen NSDAP-Mitgliedschaft der Preis-Namensgeberin) wurde gewürdigt, dass die Regisseurin zwei Un-Orte der Dachauer zeitgeschichtlichen Topografie erstmals für die Kunst geöffnet habe: Für die Inszenierung von Die Blutnacht auf dem Schreckenstein oder Ritter Adolars Brautfahrt und ihr grausiges Ende oder Die wahre Liebe ist das nicht wurde 2012 „erstmalig die Industriebrache der ehemaligen MD-Papierfabrik für eine kulturelle Zwischennutzung geöffnet“. Dachau // Prozesse konnte Karen Breece 2014 auf dem Gelände der ehemaligen SS-Garnison in Dachau zeigen, das heute das Gelände der Bayerischen Bereitschaftspolizei ist. In der ehemaligen SS-Schneiderei auf dem Gelände, in der Uniformen genäht worden waren, fanden ab 1945 die Dachauer Prozesse gegen NS-Verbrecher statt, die mit 36 Todesurteilen endeten. Ihr Stück über Geflüchtete und Asylbeamte Welcome to Paradise wurde im Gemeindesaal der Sankt-Matthäus-Kirche am Sendlinger Tor in München aufgeführt, wo in der jüngeren Vergangenheit Demonstrationen, Gegendemonstrationen und Hungerstreiks stattgefunden hatten.
Der partizipative Ansatz spielt für die Arbeit von Karen Breece ebenfalls eine große Rolle. Indem sie das Publikum mittels partizipativer Strukturen einbindet und site-specific arbeitet, also bewusst an konnotierten Orten des Öffentlichen Raums, schafft sie Reflexionsräume, die den Grenzbereich zwischen Kunst und Leben unscharf erscheinen lassen. Auf diese Weise werden Prinzipien des Dokumentarischen und das Genre des Dokumentartheaters in ihren Grundfesten reflektiert. Diese Arbeitsweise ist bei einigen ihrer Projekte gekoppelt an die Arbeit mit sogenannten Alltagsexperten, Menschen, „die nicht zu Schauspielern umerzogen oder auf der Bühne ausgestellt werden, sondern in ihrem So- und Dasein zur Grundlage für Beobachtungen über die gesellschaftlichen und politischen Rahmenbedingungen unseres gegenwärtigen Miteinanders werden“.
In Dachau // Prozesse beispielsweise sollten die Zuschauer Teil des Prozesses werden. „Wir wollen jedem die Möglichkeit geben, seine Haltung zur Geschichte und zur Gegenwart zu untersuchen und zu reflektieren“, so Karen Breece. Die Zuschauer erkundeten zunächst eine halbe Stunde in Bussen das Gelände, während sie Erinnerungen der Ehefrau des KZ-Kommandanten Martin Gottfried Weiß, Lisa Weiß (Hildegard Schmahl) hörten, die die Zeit in Dachau im Jahr 1943 als ihre schönste beschrieb. Diesen wurden Texte des US-Amerikaners Walter J. Fellenz (Walter Hess) gegenübergestellt, der bei der Befreiung des Konzentrationslagers am 29. April 1945 dabei war. Das Publikum erlebte einen neuen Dachauer Prozess mit einer Grundsatzdebatte über individuelle Schuld. Am Ende war es aufgerufen zu urteilen, der übliche Schlussapplaus war nicht vorgesehen. Auf der Rückfahrt des Busses hörten die Zuschauer, was Weiß nach seiner Verurteilung an Frau und Kinder schrieb: „Mein liebstes Müggelein, ich darf nicht daran denken, was wir alles verloren haben. Unsere schöne Wohnung, dazu all die herrlichen Geschenke. Feine Wäsche, Kleider, Gardinen. Es war wirklich nur ein kurzer Traum.“
In den Projekten von Karen Breece wirkten und wirken neben Alltagsexperten aber auch immer wieder bekannte Schauspieler mit, so etwa Katja Bürkle und Benny Claessens (Oradour), Walter Hess (Dachau // Prozesse), Nico Holonics und Bettina Hoppe (Auf der Straße), Sebastian Mirow (Dachau // Prozesse und Welcome to Paradise), Hildegard Schmahl (Dachau // Prozesse) und Ursula Werner (Don’t forget to die). Andere Stücke erarbeitete Karen Breece mit Menschen, die am Aufführungsort leben, so etwa Was wir liebten mit alten Menschen aus dem Stadtgebiet München oder Die Blutnacht auf dem Schreckenstein mit Dachauer Bürgern. Teilweise setzt sich das Ensemble aus Angehörigen beider Gruppen zusammen, so etwa in Auf der Straße oder bei Don't forget to die.

## Finanzierung, Kooperationen und Koproduktionen
Mehrere Projekte von Karen Breece wurden durch die Theaterförderung der Landeshauptstadt München gefördert, so shout out loud, Oradour und Don't forget to die. Wiederholt arbeitete Breece mit städtischen Theatern in München zusammen: Am Stadtraumprojekt Die Perser wirkte sie auf Einladung von Regisseur Johan Simons mit; Oradour wurde in Koproduktion mit den Münchner Kammerspielen realisiert, Don't forget to die gastierte im Februar 2018 dort. Welcome to Paradise wurde vom Münchner Volkstheater koproduziert und später in mehreren Stadtteilkulturzentren Münchens als Lesung präsentiert.

## Theaterprojekte
- Und endlich (2025), TDJW Leipzig
- Versuch über meinen Großvater (2025), Theater Chemnitz (Kulturhauptstadt Europas 2025)
- Kinderhäuser (2024), Theater Münster (nominiert für die Shortlist zum Theatertreffen 2025)
- Love for Sale (2022), HochX München
- Wien’s Anatomy (2022), Volkstheater Wien
- Shout Out Loud (2019), BLITZ Club München
- Mütter und Söhne (2019), Berliner Ensemble
- Auf der Straße (2018), Berliner Ensemble
- Oradour (2018), HochX München[15]
- Don’t forget to die (2017), HochX München, Münchner Kammerspiele, Schaubühne Berlin
- Welcome to Paradise (2015), St. Matthäus München, Münchner Volkstheater
- Dachau // Prozesse (2014), Gelände der Bereitschaftspolizei Dachau
- Was wir liebten (2013), Erlöserkirche München
- Die Blutnacht auf dem Schreckenstein (2012), Gelände der ehemaligen Papierfabrik Dachau

## Inhalt und Entstehungsgeschichte der Stücke (Auswahl)

### Oradour(2018)
Dieses Projekt setzt sich am Beispiel des Massakers von Oradour mit dem Verhältnis von Recht und Staatsräson ebenso auseinander wie mit dem „Bedürfnis der Opfernachfahren nach persönlicher Gerechtigkeit“. Auf der Grundlage von historischen Ermittlungs- und Prozessprotokollen sowie Gesprächen mit Zeitzeugen entstand ein Text „im Grenzbereich zwischen historischem Bericht und fiktiver Erzählung, der die Leugnungs- und Rechtfertigungsstrategien der Täter und das Versagen der deutschen Nachkriegsjustiz sicht- und fühlbar macht“. Das Projekt hatte zum Ziel, „historische Räume zu öffnen, die in die Gegenwart hineinreichen“. Die Regisseurin arbeitete bei diesem Vorhaben mit der deutschen Schauspielerin Katja Bürkle und dem belgischen Schauspieler Benny Claessens zusammen. Für die Musik zeichnete der Musiker und Komponist Beni Brachtel verantwortlich. Die Historikerin Andrea Erkenbrecher begleitete das Projekt wissenschaftlich.

### Don't forget to die(2017)
In ihrer Produktion Don't forget to die, einem Theaterprojekt über das Sterben, setzen sich fünf Menschen im Alter von 73 bis 93 Jahren auf der Bühne mit ihrem eigenen Tod auseinander. Aus Gesprächen entstand ein Text, „der sich im Grenzbereich von Erinnerung und Hoffnung, Realität und Fiktion bewegt“. Auf der Bühne machten Livia Hofmann-Buoni (79), Rosemarie Leidenfrost (93), Uta Maaß (89), Christof Ranke (78) und die Schauspielerin Ursula Werner (73) gleichermaßen tragische wie komische Perspektiven des Sterbens erfahrbar. „Zwischen Performance, Schauspiel und biografischer Erzählung sprachen sie über ihre persönlichen Ängste, Wünsche und Hoffnungen, sangen Lieder ihrer Zeit und spielten unterschiedliche Varianten des Sterbens durch.“ Gezeigt wurde das Ergebnis eines gemeinsamen Prozesses der Gruppe, das „gleichermaßen tragische wie komische Perspektiven des Sterbens erfahrbar mach[e].“
Es gehe darum, so die Regisseurin, „sich bewusst darauf einzulassen, was diese Menschen an diesem Abend zu sagen haben.“

### Welcome to Paradise(2015)
Ausgangspunkt für die Beschäftigung mit den Themen Heimat und Flucht war der Begriff der Willkommenskultur. Karen Breece führte zahlreiche Gespräche mit Geflüchteten und Asylbeamten. Sie konzentrierte das Material in zehn Stimmen, die zu anonymisierten „Figuren mit authentischen Aussagen“ wurden. Schauspieler des Münchner Volkstheaters (Justin Mühlenhardt, Pascale Riedel, Lenja Schultze, Constanze Wächter) und des Theaters Baden-Baden (Sebastian Mirow) verkörperten die verschiedenen Perspektiven. Das Stück zeigte, wie Flüchtlinge in Bayern lebten, und stellte dieser Welt die Perspektive derer gegenüber, die in den Behörden über das Schicksal der Geflüchteten entscheiden.
Das Stück wurde vom Münchner Volkstheater koproduziert und später in mehreren Stadtteilkulturzentren Münchens als Lesung präsentiert.

### Dachau // Prozesse(2014)
Grundlage waren Protokolle der Dachauer Prozesse, in denen NS-Verbrecher wie der KZ-Kommandant Martin Gottfried Weiß vor einem amerikanischen Militärgericht angeklagt wurden, sowie dahin kaum bekannte Briefwechsel und Erinnerungen von Weiß und seiner Frau Lisa. Die Historikerin Edith Raim und der Historiker Robert Sigel begleiteten das Projekt wissenschaftlich. Grundlage waren auch hier Gespräche mit Zeitzeugen und Menschen aus dem Kreis des ehemaligen SS-Personals. Das Projekt warf die Frage auf, „wie es möglich war, dass Menschen in der SS-Garnison auf der einen Seite des Zauns einen glücklichen Alltag lebten, während sie auf der anderen Seite im KZ Dachau Häftlinge quälten, misshandelten und töteten“. Ein Chor aus Dachauer Bürgerinnen und Bürgern, bei dem auch die Schauspieler eingebunden waren, spielte eine wesentliche Rolle. In den Rollen von Ankläger und Verteidiger traten die Schauspieler Sebastian Mirow und Patric Schott auf. Für die Kostüme zeichnete Teresa Vergho verantwortlich. Das Bühnenbild von Eva-Veronica Born blieb abstrakt, es wirkte der Raum selbst. Am Ende der Aufführung befestigten die Darsteller Kleiderbügel an der Bodeninstallation, nach der letzten Vorstellung waren es 41500, einer für jeden Menschen, der im KZ Dachau und seinen Außenlagern gestorben war.
Das Projekt fand große Beachtung in den Medien. Im April 2017 wurden in einer gekürzten und leicht modifizierten Fassung Teile der Inszenierung noch einmal als szenische Lesung im NS-Dokumentationszentrum (München) präsentiert.

### Die Blutnacht auf dem Schreckenstein oder Ritter Adolars Brautfahrt und ihr grausiges Ende oder Die wahre Liebe ist das nicht(2012)
Dieses Stück ist vordergründig eine Ritterposse, auf einer tieferen Ebene jedoch eine Persiflage auf Adolf Hitler. Häftlinge im Konzentrationslager Dachau hatten es geschrieben und 1943 im Lager uraufgeführt. Die Häftlinge verstanden die Anspielungen, die anwesende SS aber nicht. Martin Gottfried Weiß, der die Vorführung der gut getarnten Satire genehmigte, wurde von Karen Breece später als Hauptfigur ihres Stücks  Dachau // Prozesse gewählt. In der von der Regisseurin überarbeiteten Fassung fanden auch der Entstehungskontext und Erinnerungen der an der Aufführung von 1943 Beteiligten einen Platz. „Erzählt wird von Haltung, Mut und Widerstand der Häftlinge und von der Kraft der Kunst, die selbst unter dem NS-Terror nicht erstickt werden konnte.“ Karen Breece inszenierte das Stück mit Dachauer Bürgerinnen und Bürgern auf dem Gelände der ehemaligen München-Dachauer Papierfabriken.

## Rezeption der Theaterprojekte (Auswahl)

### Auf der Straße (2018)
Peter Laudenbach lobte in der Süddeutschen Zeitung, Karen Breece habe „mit einer in Theaterkreisen eher seltenen Uneitelkeit und Genauigkeit Hartz-IV-Empfänger, Obdachlose, Sozialarbeiter monatelang gefragt, was es bedeutet, in Deutschland arm zu sein.“ Diese „Genauigkeit und die sachliche, nicht an Tränendrüsenverwertbarkeit interessierte Empathie“ schützten die Inszenierung vor „den am Theater nicht ganz seltenen Sozial-Voyeurismus-Effekten“; es werde möglich, „fremde Erfahrungswelten zu betreten“ und „das Erschrecken über die eigenen Wohlstandsverhärtungen“ zu fühlen. Volker Blech hob in der Berliner Morgenpost  das Bühnenbild und die beiden Auftritte des integrativen Chors ''Different Voices of Berlin'' hervor.

### Oradour(2018)
Der Kritiker Egbert Tholl nannte das Stück in der Süddeutschen Zeitung ein Meisterwerk. Breece mache „kein Dokutheater“, sondern untersuche „das Erinnern an sich, den Abdruck des Geschehens“. Die Arbeit der Kostümbildnerin Teresa Vergho, die bereits bei mehreren Theaterprojekten im Team von Karen Breece war, wurde von der Kritik lobend hervorgehoben.

### Don’t forget to die(2017)
In der Süddeutschen Zeitung fand sich die Aussage, das Stück habe „jeden Beifall verdient“. Die Theaterzeitschrift Theater heute befand, dass bei einem Thema, über das doch beharrlich geschwiegen werde, „mit behutsamer Neugier“ nachgefragt worden sei.
2018 wurde das Stück zum Festival Internationale Neue Dramatik (F.I.N.D.) an die Schaubühne am Lehniner Platz in Berlin eingeladen.

### Dachau // Prozesse(2014)
Das Projekt fand große Beachtung in den Medien. Im April 2017 wurde das Stück in einer gekürzten und leicht modifizierten Fassung noch einmal als szenische Lesung im NS-Dokumentationszentrum (München) dem Publikum präsentiert, ein Zeichen seiner fortdauernden Aktualität.

## Auszeichnungen
- 2017: Kron-Maus-Kulturpreis[1] (2023 zurückgegeben aufgrund der bekannt gewordenen NSDAP-Mitgliedschaft der Preis-Namensgeberin.)

## Belege
1. 1 2 3 4 5  Kron-Maus-Kulturpreis für Karen Breece. In: sueddeutsche.de. 8. Februar 2017, abgerufen am 7. Juli 2018.
2. 1 2  KAREN BREECE. In: karenbreece.blogspot.de. Abgerufen am 9. April 2017.
3. ↑  »Don’t forget to die«: Was Sie schon immer über das Sterben wissen wollten - Münchner Feuilleton. In: muenchner-feuilleton.de. 26. Januar 2017, abgerufen am 8. April 2017.
4. 1 2 3 4 5  Landeshauptstadt München: Jurybegründungen Dreijahresförderung für Freie Bühnen 2016–2018, abgerufen am 7. Juli 2018 (PDF; 153 kB)
5. ↑  Kultur & Tv: Was nach dem Leben kommt (zu: Don't forget to die). In: ovb-online.de. 31. Januar 2017, abgerufen am 3. Juni 2018.
6. 1 2 3 4 5 6 7  Egbert Tholl: Wartesaal der Angst. In: sueddeutsche.de. 19. Juni 2015, abgerufen am 7. Juli 2018.
7. 1 2 3 4 5 6 7  Lokales: Theaterprojekt: Ein neuer Dachauer Prozess – Dachau. In: merkur.de. Abgerufen am 7. Juli 2018.
8. 1 2 3  Melanie Castillo: 26. Januar Uraufführung: Don't forget to die – Im Gespräch mit Karen Breece – curt München. In: curt.de. 4. Februar 2017, abgerufen am 23. Juni 2018.
9. 1 2 3 4 5 6  Anna Schultes: Denk-Prozesse. In: sueddeutsche.de. 26. Mai 2014, abgerufen am 7. Juli 2018.
10. ↑  Oberpfalz Medien - Der Neue Tag: Karen Breeces Theaterprojekt im Konzentrationslager in Dachau: Der Musterschüler und sein "Müggelein". In: onetz.de. 23. Mai 2014, abgerufen am 10. Juni 2017.
11. ↑  Landeshauptstadt München, Redaktion: Projektförderung Freie Theaterszene. In: muenchen.de. Abgerufen am 1. Juni 2018.
12. ↑  Landeshauptstadt München, Redaktion: Einzelprojektförderung für freie Theaterschaffende 2016. In: muenchen.de. Abgerufen am 1. Juni 2018.
13. ↑  DON'T FORGET TO DIE EIN THEATERPROJEKT ÜBER DAS STERBEN KONZEPT UND REGIE: KAREN BREECE Inszenierung Karen Breece. In: muenchner-kammerspiele.de. 3. Januar 2018, abgerufen am 1. Juni 2018.
14. ↑  Die Türen sind offen., www.nachtkritik.de, 23. September 2015, abgerufen am 9. April 2017.
15. ↑  Programm Februar 2018. In: theater-hochx.de. 15. Februar 2018, abgerufen am 3. Juni 2018.
16. 1 2  Landeshauptstadt München, Redaktion: Einzelprojektförderung für freie Theaterschaffende. In: muenchen.de. 10. Juni 1944, abgerufen am 23. Juni 2018.
17. ↑  Neues Stück "Oradour" von Karen Breece. In: sueddeutsche.de. 20. Dezember 2017, abgerufen am 23. Juni 2018.
18. 1 2 3  Don't forget to die. In: www.theater-hochx.de, abgerufen am 23. Juni 2018.
19. ↑  München:. In: donaukurier.de. 8. April 2017, abgerufen am 23. Juni 2018.
20. ↑  Die Türen sind offen., www.nachtkritik.de, 23. September 2015, abgerufen am 1. Juli 2018.
21. 1 2 3 4  Szenische Lesung: DACHAU // PROZESSE - Kalinka. In: kalinka-m.org. 23. Mai 2014, abgerufen am 2. Juni 2018.
22. 1 2  Katrin Hildebrand: Den Tätern auf der Spur – Kultur. In: merkur.de. 22. Mai 2015, abgerufen am 1. Juli 2018.
23. 1 2  Viktoria Großmann, dpa: Theater am Ort des Schreckens. In: mittelbayerische.de. 22. Mai 2014, abgerufen am 1. Juli 2018.
24. 1 2 3 4  Stadt Dachau: Theater in der Papierfabrik. In: dachau.de. Abgerufen am 9. April 2017.
25. ↑  Peter Laudenbach: Auf der Straße. In: Süddeutsche Zeitung. September 2018, abgerufen am 7. April 2018.
26. ↑  Volker Blech: Karussell der Parkbänke. In: Berliner Morgenpost. Berlin 15. September 2018, S. 17.
27. 1 2  Egbert Tholl: Das Erbe des Grauens. 'Oradour' von Karen Breece ist ein Meisterwerk. In: Süddeutsche Zeitung, Nr. 40, 17./18. Februar 2018, S. R18, abgerufen am 6. März 2018.
28. ↑  Sabine Leucht: Strafarbeit für zwei Engel. Oradour – Im Münchner HochX untersucht Karen Breece mit Katja Bürkle und Benny Claessens Mechanismen des Gedenkens., 15. Februar 2018, abgerufen am 10. Juni 2018.
29. ↑  Sabine Leucht: Mut und Würde. In: sueddeutsche.de. 27. Januar 2017, abgerufen am 28. Mai 2018.
30. ↑  Silvia Stammen: Bürgerbühne: Die Ruhe vor dem Tod. Karen Breece erforscht in Don’t forget to die, wie das Sterben das Leben beflügelt. In: Theater heute, der-theaterverlag.de. April 2017, abgerufen am 28. Mai 2018.
31. ↑  don’t forget to die. In: schaubuehne.de. 1. März 2018, abgerufen am 28. Mai 2018.
32. ↑  Freies Theaterteam Karen Breece - Autorenverzeichnis - Verlag Theater der Zeit. In: theaterderzeit.de. Abgerufen am 5. März 2018.

| Personendaten    | Personendaten                       |
| ---------------- | ----------------------------------- |
| NAME             | Breece, Karen                       |
| KURZBESCHREIBUNG | US-amerikanische Theaterregisseurin |
| GEBURTSDATUM     | 20. Jahrhundert                     |